# برشاوشان سخامي
برشاوشان سخامي (الاسم العلمي:Adiantum fuliginosum) هو نوع من النباتات يتبع جنس البرشاوشان من الفصيلة الديشارية.